# Polo à bicyclette aux Jeux olympiques de 1908
Le polo à bicyclette est un sport de démonstration aux Jeux olympiques de 1908.

## Épreuves
Au début du vingtième siècle, le polo à bicyclette naît en Irlande et il se développe rapidement en Irlande et au Royaume-Uni. Des vélos spéciaux sont fabriqués et une fédération voit le jour à Londres en 1897.
En 1908, le polo à bicyclette est un sport de démonstration aux Jeux olympiques. Le match oppose l'équipe d'Irlande à des cyclistes allemands. Il se déroule à 18 heures le premier jour des Jeux au stade de Shepherd's Bush et l'Irlande remporte le match avec un score de 3 à 1.
L'épreuve n'est plus jamais organisée aux Jeux olympiques.